# Karl Groß (Künstler)
Karl Groß (* 28. Januar 1869 in Fürstenfeldbruck; † 5. Oktober 1934 in Dresden) war ein deutscher Bildhauer, Goldschmied und Kunstpädagoge, der auch als Publizist tätig war.

## Leben
Groß entstammte einer Fürstenfeldbrucker Steinmetzfamilie. Nach dem frühen Tod des Vaters zog die Familie nach München, wo Groß im Alter von 14 Jahren an der Münchner Kunstgewerbeschule unter anderem von Goldschmied Fritz von Miller unterrichtet wurde. In von Millers Werkstatt war Groß nach dem Ende seiner Ausbildung neun Jahre lang tätig. Größere Aufmerksamkeit wurde Groß 1897 nach der 7. Internationalen Kunstausstellung im Münchner Glaspalast zuteil, wo er zusammen mit anderen Künstlern wie August Endell, Richard Riemerschmid und Hermann Obrist erstmals Kunstobjekte mit vegetabilen Elementen präsentierte. Groß zählt damit zu den frühesten Künstlern des deutschen Jugendstils. Bereits 1906 findet sich sein Name im Mitgliederverzeichnis des Deutschen Künstlerbundes.
Groß machte sich als Goldschmied und Bildhauer selbstständig und ging nach Dresden. Im Jahr 1898 wurde er Dozent für Goldschmiedekunst und Architekturplastik an der 1875 gegründeten Dresdner Kunstgewerbeschule, die er von 1914 bis 1934 als Nachfolger von William Lossow als Direktor leitete. Unter sein Direktorat fällt die Entscheidung, Kunstgewerbeschule und Kunstgewerbemuseum zu trennen. Zu Groß’ Schülern gehörten u. a. Kurt Feuerriegel und Walter Gluch.
Groß arbeitete auf den verschiedensten Gebieten des Kunsthandwerks. Als Goldschmied fertigte er neben Leuchtern und Treppengeländern auch das Ratssilber der Stadt Dresden, das 1945 zerstört wurde. Als Bildhauer war Groß an der ornamentalen Ausgestaltung zahlreicher Dresdner Kirchen beteiligt. Viele von Groß geschaffene Objekte wurden bei der Bombardierung Dresdens 1945 zerstört. Erhalten hat sich zum Beispiel die ornamentale Gestaltung der Christuskirche in Dresden. Heute besitzen unter anderem das Bayerische Nationalmuseum, das Münchner Stadtmuseum, das Dresdner Kunstgewerbemuseum und das Landesmuseum Württemberg Werke von Groß.
Groß wurde auf dem Städtischen Friedhof am Kapuzinerkloster Rosenheim beigesetzt.
Vom 5. Juli bis 11. November 2007 widmete ihm das Stadtmuseum Fürstenfeldbruck eine Ausstellung unter dem Titel „Karl Groß. Meister des Jugendstils“.

## Werke

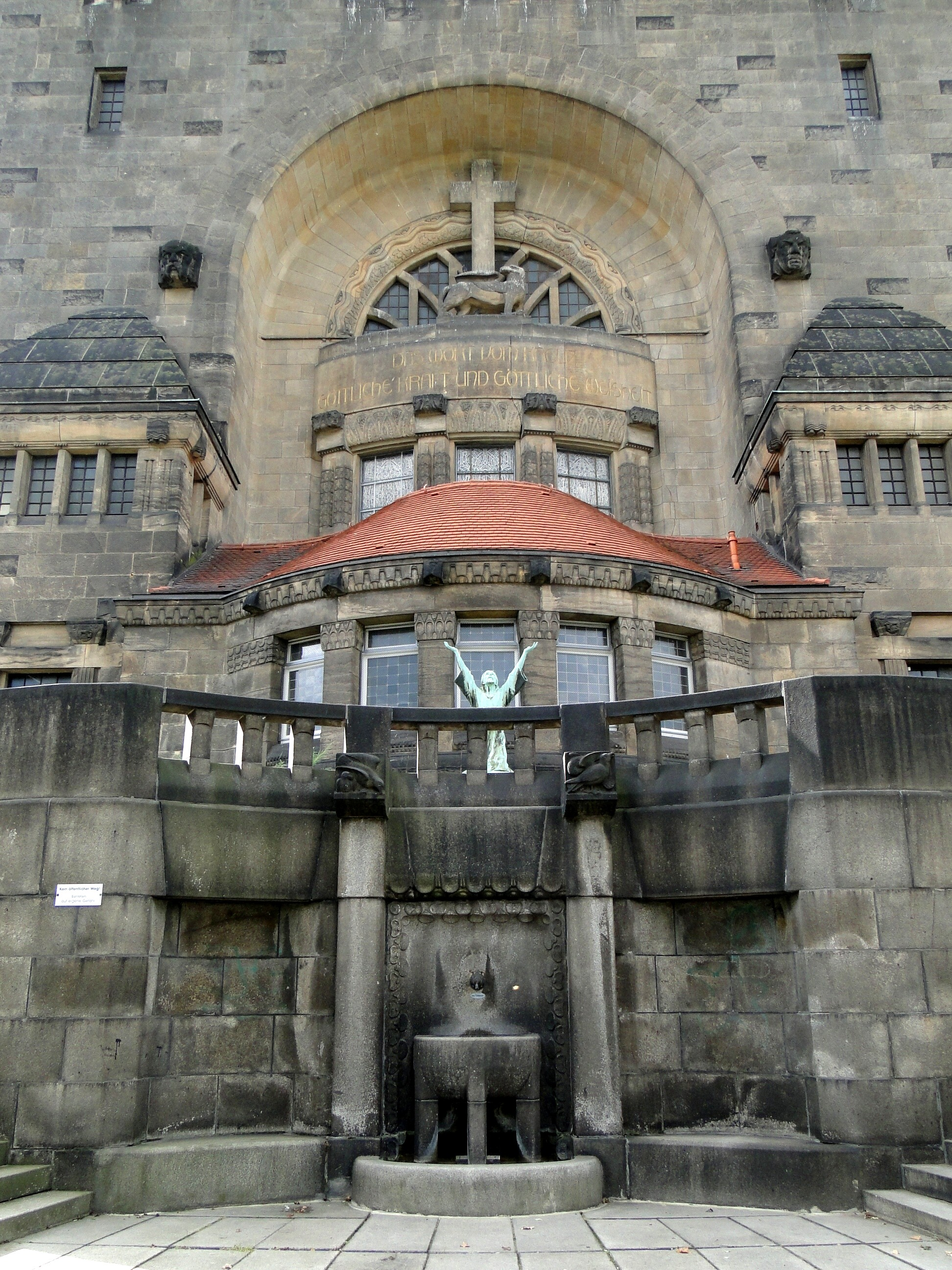
Gaffköpfe von Luther und Paulus beiderseits der Rundbogennische an der Turmfassade der Christuskirche

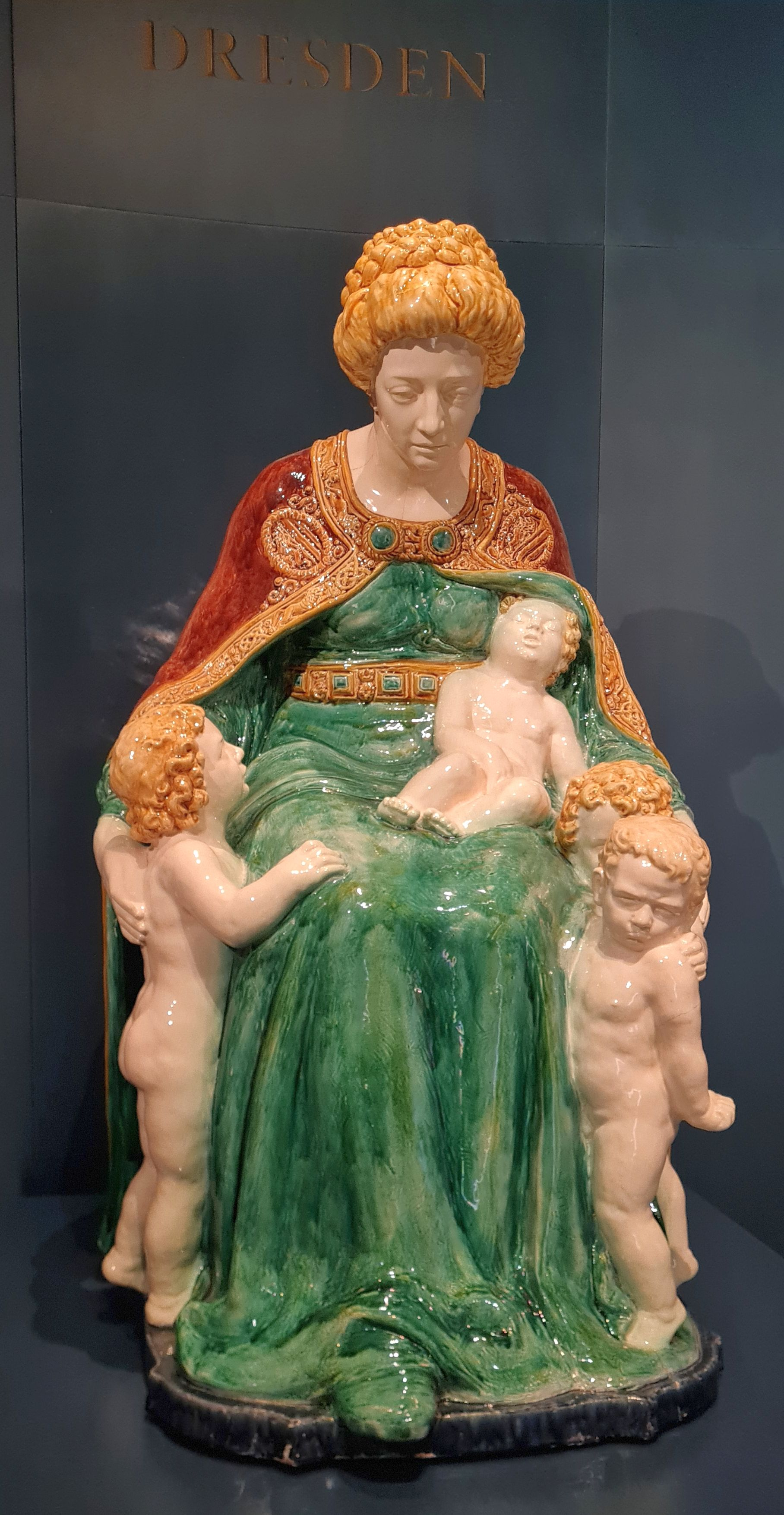
Steingut-Brunnenfigur „Dresdensia“

- 1900: Altar (Mitarbeit), Kanzel und Beleuchtungskörper der Kreuzkirche in Dresden (1945 zerstört)
- 1901–1906: Beteiligung an der plastischen Dekoration des Ständehauses in Dresden
- 1902–1905: Beteiligung an der plastischen Dekoration der Christuskirche in Dresden-Strehlen (darunter Hirsch, Pelikan, Schwan, Gaffköpfe von Martin Luther und Paulus)
- 1904–1909: Portal der Neuen Kaserne auf der Festung Sonnenstein in Pirna
- 1905–1909: Plastiken, Taufstein, Flachreliefs der Kanzel und das Lesepult der Versöhnungskirche in Dresden-Striesen
- 1909: Bauplastik aus Sandstein an der von Hans Erlwein erbauten 32. Bezirksschule (heute Oberschule „Sieben Schwaben“) in Dresden-Neugruna[2]
- 1910: traubenförmige Leuchter in der Sophienkirche in Dresden (1945 zerstört)
- 1910: Vergoldete Ziergitter am Neuen Rathaus in Dresden
- 1910: Dresdensia (Brunnenfigur für das neue Rathaus)
- 1911–1912: Bronzekanzel mit der Darstellung der vier Evangelisten für die Zionskirche in Dresden, heute in der Kreuzkirche aufgestellt
- 1912: Ornamentik der Zionskirche in Dresden (1945 weitgehend zerstört)
- 1913: Treppengeländer des Dresdner Schauspielhauses
- 1913: Keramikreliefs an der Leichenhalle des St.-Pauli-Friedhofs in Dresden
- Ratssilber der Stadt Dresden (1945 zerstört)